# Черен щиглец
Черен щиглец (Spinus atratus) е вид птица от семейство Чинкови (Fringillidae).

## Разпространение и местообитание
Разпространен е в Аржентина, Боливия, Перу и Чили.